# 藤田義明 (政治家)
藤田 義明（ふじた よしあき、1932年〈昭和7年〉7月31日 - ）は、日本の政治家。元兵庫県相生市長（2期）。

## 来歴
現在の兵庫県相生市出身。兵庫県立上郡高等学校卒業。相生市役所に入り、総務、民生経済の各部長を務めた。1988年（昭和63年）3月10日から1992年（平成4年）5月31日まで助役を務めた。

### 1992年相生市長選挙
同年、相生市長片山力夫の死去による市長選挙に立候補し、病院長と前市議の2人の新人を破って、初当選する。
※当日有権者数：-人 最終投票率：77.89%（前回比：-pts）
| 候補者名 | 年齢 | 所属党派 | 新旧別 | 得票数   | 得票率 | 推薦・支持 |
| -------- | ---- | -------- | ------ | -------- | ------ | ---------- |
| 藤田義明 | 59   | -        | 新     | 10,857票 | 51.2%  | -          |
| 魚橋武司 | 53   | -        | 新     | 6,943票  | 32.7%  | -          |
| 山田泰信 | 52   | -        | 新     | 3,410票  | 16.1%  | -          |

同年6月14日に市長に就任した。

### 1996年相生市長選挙
1996年（平成8年）の市長選挙に立候補して、元中学校教諭の新人を破って再選を果たした。
※当日有権者数：-人 最終投票率：51.80%（前回比：26.09pts）
| 候補者名 | 年齢 | 所属党派 | 新旧別 | 得票数   | 得票率 | 推薦・支持 |
| -------- | ---- | -------- | ------ | -------- | ------ | ---------- |
| 藤田義明 | 63   | -        | 現     | 11,781票 | 82.6%  | -          |
| 小西清一 | 52   | -        | 新     | 2,481票  | 17.4%  | -          |

2000年（平成12年）6月13日に市長を退任した。